# کاتارینا آلتهاوس
کاتارینا آلتهاوس (انگلیسی: Katharina Althaus؛ زادهٔ ۲۳ مهٔ ۱۹۹۶) اسکی‌باز پرش اهل آلمان است.